# Patricia Cammarata

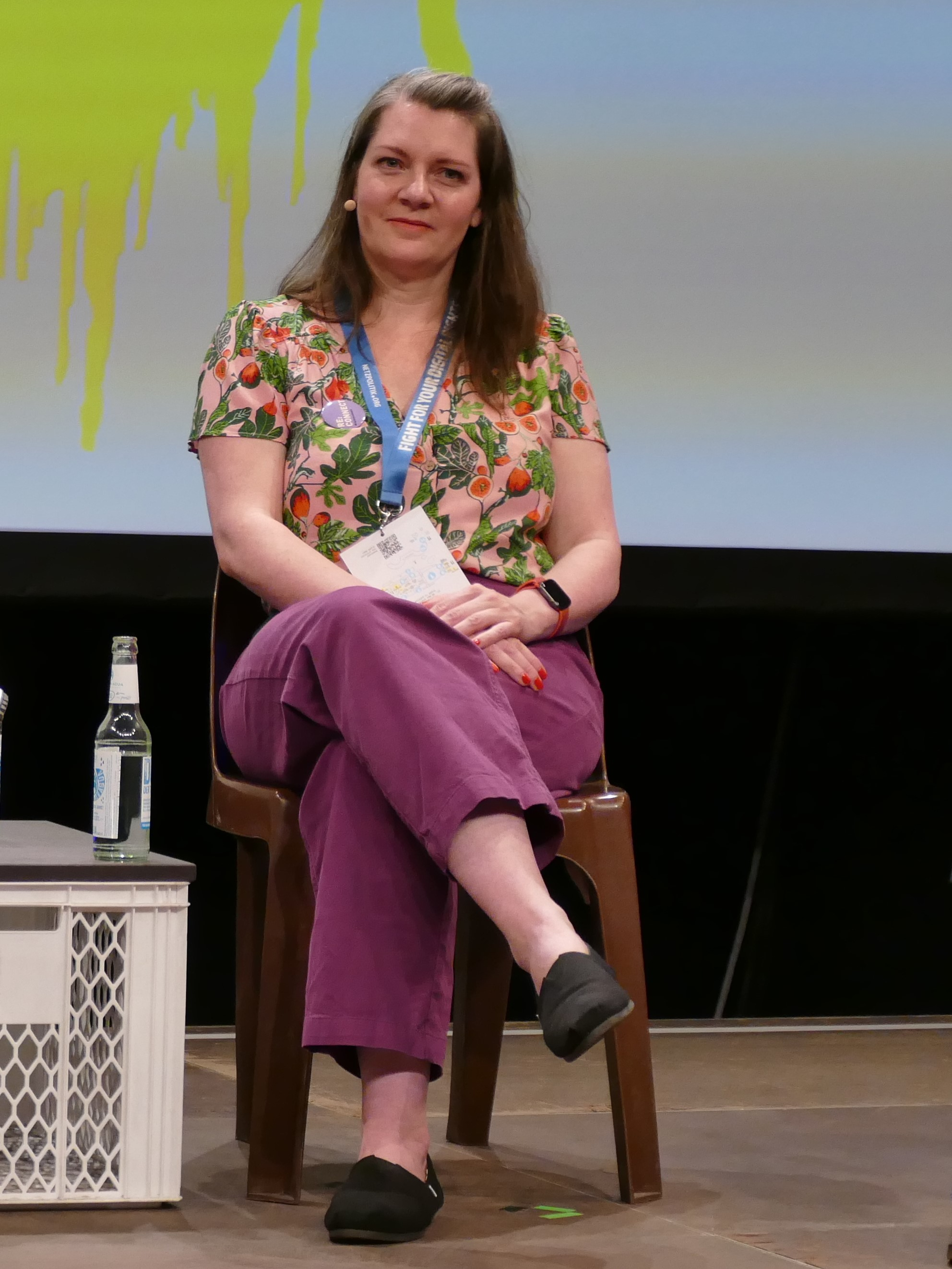
Patricia Cammarata auf der Re:publica 2024

Patricia Cammarata (* 1975), auch bekannt unter ihrem Online-Pseudonym dasnuf, ist eine deutsche Autorin, Bloggerin und Podcasterin. Sie ist im deutschsprachigen Raum vor allem durch ihre Beiträge zu Themen der Kindererziehung und digitaler Medien, Privatheit im Internet sowie Mental Load und Gleichberechtigung bekannt.

## Werdegang
Cammarata erlangte 2000 an der Otto-Friedrich-Universität Bamberg ihr Diplom in Psychologie. Im gleichen Jahr war sie e-fellows-Stipendiatin. Sie arbeitete mehr als zwölf Jahre als IT-Projektleiterin, derzeit ist sie bei einem Managed-Hosting-Anbieter angestellt.
Seit Anfang der 2000er Jahre schreibt sie online über verschiedene Themen, seit 2004 bloggt sie regelmäßig und gehört zu den bekanntesten deutschen Bloggerinnen. Besonders in den 2010er Jahren gewann Cammarata verstärkt Aufmerksamkeit, vor allem durch ihren populären Blog und ihre Beiträge in unterschiedlichen Medien. Sie schrieb unter anderem für verschiedene Zeitschriften und Zeitungen wie n-tv, Zeit Online, Handelsblatt, Nido, Brigitte Mom, Jako-o etc. 2014 und 2015 wurde Cammarata für ihren Blog und ihr Buch mit der Auszeichnung „Goldene Blogger“ geehrt und gehörte somit zu den sog. „Influencern des Jahres“. Nominiert war sie insgesamt viermal.
Sie ist seit 2015 festes Mitglied im Podcast „Der Weisheit“, der von Marcus Richter ins Leben gerufen wurde und auch auf Radio Bremen ausgestrahlt wird. 2017 startete sie gemeinsam mit Caspar Clemens Mierau den Podcast „Mit Kindern Leben“. Seit 2019 wird der von der Elterninitiative SCHAU HIN! geförderte Medienerziehungspodcast „Nur 30 Minuten“ wöchentlich ausgestrahlt. Sie ist außerdem in diversen anderen Podcasts sowie in Radiosendungen des Deutschlandradios zu hören. Des Weiteren tritt Cammarata häufig als Referentin bei Konferenzen auf, unter anderem auf der re:publica und dem Gamescom Congress.
Für 2020/21 ist sie in die Fachjury des Deutschen Computerspielpreis in der Kategorie „Bestes Familienspiel“ berufen worden.
2015 veröffentlichte Cammarata ihr erstes Buch mit dem Titel „Sehr gerne, Mama, du Arschbombe: Tiefenentspannt durch die Kinderjahre“, in dem sie sich ausführlich mit den Herausforderungen der Kindererziehung beschäftigt. Das Werk erschien bereits in vier Auflagen und basiert weitestgehend auf ihren zahlreichen Blogbeiträgen zu dem Thema. Im März 2020 erschien ihr zweites Buch „Dreißig Minuten, dann ist aber Schluss! Mit Kindern tiefenentspannt durch den Mediendschungel“, das sich mit dem Thema Kinder und digitale Medien befasst. Das Buch erhält bereits in Woche eins nach Erscheinen einen Platz in der Spiegel Bestseller-Liste in der Rubrik Sachbuch Paperback.
Im Juni 2020 erschien ihr drittes Buch „Raus aus der Mental Load-Falle: Wie gerechte Arbeitsteilung in der Familie gelingt“ im BELTZ-Verlag. Cammarata hat den Begriff „Mental Load“ in Deutschland wesentlich geprägt und bekannt gemacht und gibt in ihrem Buch pragmatische Tipps, wie Verantwortlichkeiten und To-dos innerhalb der Familie gerecht aufgeteilt werden können. Cammarata gehört zu den Erstunterzeichnerinnen des Equal-Care-Manifests, das Entscheidungsträger in Wirtschaft, Wissenschaft und Politik dazu auffordert, sich für eine faire Verteilung von Sorgearbeit, Einkommen und Vermögen einzusetzen.
Im Februar 2023 veröffentlichte Cammarata ihr viertes Buch „Musterbruch: überraschende Lösungen für wirkliche Gleichberechtigung“, das sich so wie die letzten beiden Bücher einen Platz auf der Spiegel-Bestseller sichert.
Cammarata hat zwei eigene Kinder aus der Beziehung mit ihrem ehemaligen Partner, der bereits vorher ein Kind hatte. Sie lebt in Berlin.

## Werke
- 2007: Mitautorin bei Berlin oder so. Kleine Großstadtgeschichten
- 2014: Mitautorin bei Christiane Frohmann (Hg.): Tausend Tode schreiben
- 2015: Sehr gerne, Mama, du Arschbombe: Tiefenentspannt durch die Kinderjahre
- 2020: Dreißig Minuten, dann ist aber Schluss! Mit Kindern tiefenentspannt durch den Mediendschungel
- 2020: Raus aus der Mental Load-Falle: Wie gerechte Arbeitsteilung in der Familie gelingt
- 2020: Mitautorin bei Feministische Perspektiven auf Elternschaft
- 2023: Musterbruch: überraschende Lösungen für wirkliche Gleichberechtigung